# Andreas Raubal
Andreas Raubal (* 28. September 1974 in Garmisch-Partenkirchen) ist ein ehemaliger deutscher Eishockeyspieler, der zwischen 2011 und 2013 beim SC Riessersee in der 2. Eishockey-Bundesliga als Assistenztrainer angestellt war. Er ist der Bruder der ebenfalls ehemaligen aktiven Eishockeyspieler Anton (1968 – 2024) und Michael Raubal (1970 – 2025)

## Karriere

### Als Spieler
Raubal begann seine Karriere in seiner Heimatstadt Garmisch beim SC Riessersee und bestritt sein erstes höherklassiges Spiel mit 17 Jahren in der damaligen 2. Liga Süd. Mit dem SC Riessersee durchlief er von der Oberliga bis zur DEL alle Stationen, bis er zur Saison 2001/02 zu den Krefeld Pinguinen wechselte, bei denen er bis zur Saison 2003/04 unter Vertrag stand und den deutschen Meistertitel feiern konnte.
Nach seinem bis dahin größten Erfolg mit Krefeld wechselte er zu Beginn der Saison 2004/05 zu den Moskitos Essen, für die er auch in der Saison 2005/06 aufs Eis ging. 
Ab der Saison 2006/07 bis zur Saison 2009/10 stand Raubal beim EHC München unter Vertrag. In der Saison 2009/10 lief er mit der Nummer 41 als Kapitän für München auf.
Ab der Saison 2010/11 stand er wieder bei seinem Heimatverein SC Riessersee Oberliga Süd unter Vertrag, mit welchem er in der Saison 2010/11 die Oberliga-Meisterschaft gewann. Nach diesem Erfolg beendete er seine Spielerkarriere.

### Als Trainer
Zwischen August 2011 und 2013 arbeitet Raubal als Assistenztrainer beim SC Riessersee.

## Erfolge und Auszeichnungen
- 2003 Deutscher Meister mit den Krefeld Pinguinen (als Spieler)
- 2010 Meister der 2. Bundesliga mit dem EHC München (als Spieler)
- 2010 Sieger des DEB-Pokal mit dem EHC München (als Spieler)
- 2011 Meister der Oberliga und Aufstieg in die 2. Bundesliga mit dem SC Riessersee (als Spieler)

Raubal ist der einzige Eishockeyspieler, dem es gelang, den Titel der DEL, der 2. Bundesliga und der Oberliga sowie den DEB-Pokal zu gewinnen.

## Karrierestatistik
(Legende zur Spielerstatistik: Sp oder GP = absolvierte Spiele; T oder G = erzielte Tore; V oder A = erzielte Assists; Pkt oder Pts = erzielte Scorerpunkte; SM oder PIM = erhaltene Strafminuten; +/− = Plus/Minus-Bilanz; PP = erzielte Überzahltore; SH = erzielte Unterzahltore; GW = erzielte Siegtore; 1 Play-downs/Relegation; Kursiv: Statistik nicht vollständig)

### Trainerstationen
| Jahre     | Saisons | Verein        | Liga  | Posten           | Playoffs | Titel |
| --------- | ------- | ------------- | ----- | ---------------- | -------- | ----- |
| 2011–2013 | 2       | SC Riessersee | 2. BL | Assistenztrainer | −        | −     |